# Liste von Burgen, Schlössern und Festungen im Département Aveyron
Die Liste von Burgen, Schlössern und Festungen im Département Aveyron listet bestehende und abgegangene Anlagen im Département Aveyron auf. Das Département zählt zur Region Okzitanien in Frankreich.

Wappen des Départements Aveyron (12)
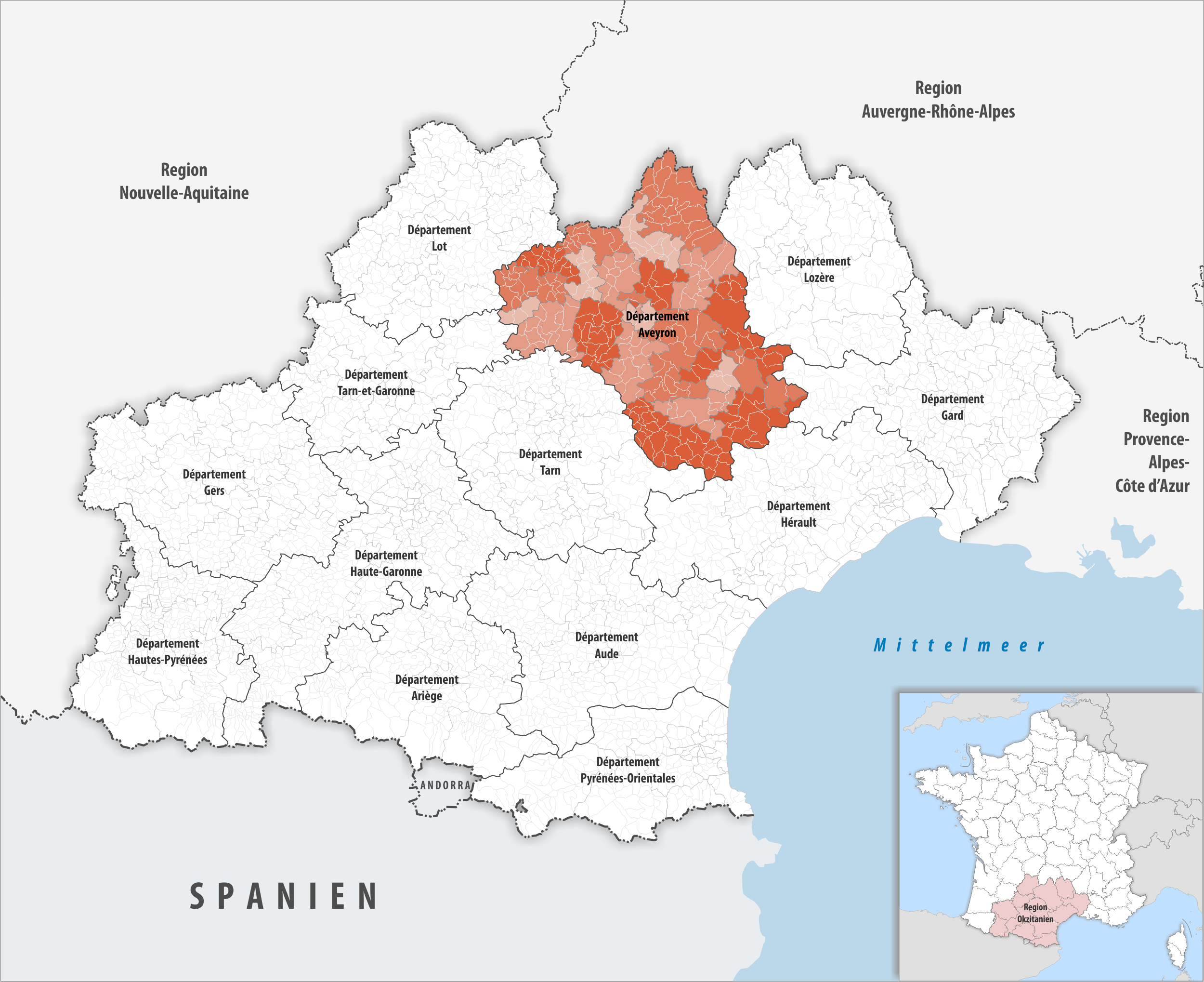
Lage des Départements Aveyron in der Region Okzitanien
Lage der Region Okzitanien in Frankreich

## Liste
Bestand am 1. November 2021: 143
| Name deu / fra                                                            | Gemeinde / Lage                              | Typ (Untertyp)          | Bemerkungen | Bild |
| ------------------------------------------------------------------------- | -------------------------------------------- | ----------------------- | --- | ---- |
| Turm Aiguillon Tour d'Aiguillon                                           | Cornus                                       | Burg (Turm)             | |      |
| Fort Aubin Fort d'Aubin                                                   | Aubin 44,52926° N, 2,249922° O               | Festung (Fort)          | Reste der mittelalterlichen Befestigungsanlagen erhalten                                                                                                 |      |
| Burg Auriac Château d'Auriac                                              | Saint-Rome-de-Tarn 44,054526° N, 2,905453° O | Burg (Höhenburg)        | Ruine im Weiler Auriac |      |
| Schloss Balsac Château de Balsac                                          | Balsac 44,40222° N, 2,443482° O              | Schloss                 | Befindet sich im Ortskern in der Nähe von Rathaus und Kirche                                                                                             |      |
| Burg Bar Château de Bar                                                   | Bor-et-Bar 44,185602° N, 2,075581° O         | Burg                    | Ruine |      |
| Burg Belcastel Château de Belcastel                                       | Belcastel 44,388989° N, 2,335955° O          | Burg                    | Ruine |      |
| Burg Bertholène Château de Bertholène                                     | Bertholène                                   | Burg                    | Ruine |      |
| Schloss La Bonnaudie Château de la Bonnaudie                              | Bor-et-Bar 44,19674° N, 2,073111° O          | Schloss                 | Nördlich von Bar gelegen |      |
| Schloss Le Bosc Château du Bosc                                           | Naucelle                                     | Schloss                 | |      |
| Schloss Boscus Château de Boscus                                          | Onet-le-Château 44,381209° N, 2,5926° O      | Schloss                 | Am Kreisel nach La Roque |      |
| Schloss Les Bourines Château des Bourines                                 | Bertholène                                   | Schloss                 | |      |
| Schloss Bournazel Château de Bournazel                                    | Bournazel                                    | Schloss                 | |      |
| Schloss Le Bousquet Château du Bousquet                                   | Montpeyroux                                  | Schloss                 | |      |
| Wehrkirche Boussac Église fortifiée de Boussac                            | Boussac                                      | Burg (Wehrkirche)       | |      |
| Burg Bozouls Château de Bozouls                                           | Bozouls                                      | Burg                    | |      |
| Burg Brousse Château de Brousse                                           | Brousse-le-Château                           | Burg                    | |      |
| Burg Brusque Château de Brusque                                           | Brusque                                      | Burg                    | Ruine |      |
| Burg Buzareingues Château de Buzareingues                                 | Buzeins                                      | Burg                    | |      |
| Schloss Les Cabaniols Château des Cabaniols                               | Onet-le-Château 44,38595° N, 2,5709° O       | Schloss                 | Im Weiler Cabaniols |      |
| Burg Cabrespines Château de Cabrespines                                   | Coubisou                                     | Burg                    | |      |
| Burg Cajarc Château de Cajarc                                             | Salvagnac-Cajarc                             | Burg                    | |      |
| Burg Calmont Château de Calmont                                           | Calmont                                      | Burg                    | |      |
| Burg Calmont d’Olt Château de Calmont d'Olt                               | Espalion                                     | Burg                    | Ruine |      |
| Kommende Les Canabières Commanderie des Canabières                        | Salles-Curan                                 | Burg (Kommende)         | |      |
| Schloss Canac Château de Canac                                            | Onet-le-Château 44,36433° N, 2,579016° O     | Schloss                 | |      |
| Herrenhaus Canals Manoir de Canals                                        | Cornus                                       | Schloss (Herrenhaus)    | |      |
| Schloss Cantaranne Château de Cantaranne                                  | Onet-le-Château 44,361202° N, 2,595172° O    | Schloss                 | |      |
| Schloss Capelle Château de Capelle                                        | Onet-le-Château 44,381523° N, 2,483972° O    | Schloss                 | |      |
| Schloss Castelgaillard Château de Castelgaillard                          | Onet-le-Château                              | Schloss                 | |      |
| Burg Castelmary Château de Castelmary                                     | Castelmary                                   | Burg                    | Ruine |      |
| Burg Castelnau-Pégayrols Château de Castelnau-Pégayrols                   | Castelnau-Pégayrols                          | Burg                    | |      |
| Befestigtes Dorf La Cavalerie Fortifications de La Cavalerie              | La Cavalerie                                 | Burg (Befestigtes Dorf) | Alte Templerfestung aus dem 12. Jahrhundert |      |
| Burg Le Cayla Château du Cayla                                            | Cruéjouls                                    | Burg                    | |      |
| Schloss La Caze Château de La Caze                                        | Peyrusse-le-Roc                              | Schloss                 | |      |
| Schloss Cénac Château de Cénac                                            | Sainte-Croix                                 | Schloss                 | |      |
| Turm La Clau Tour de la Clau                                              | Vézins-de-Lévézou                            | Burg (Turm)             | Turm des Tempelritterordens in La Clau |      |
| Burg Le Colombier Château du Colombier                                    | Salles-la-Source                             | Burg                    | |      |
| Schloss La Combe Château de La Combe                                      | Onet-le-Château 44,380852° N, 2,606771° O    | Schloss                 | |      |
| Turm Corbières Tour Corbières                                             | Rodez                                        | Burg (Wehrturm)         | Verteidigungs- und Aussichtsturm in der Stadtmauer von Rodez                                                                                             |      |
| Burg Coupiac Château de Coupiac                                           | Coupiac                                      | Burg                    | |      |
| Befestigtes Dorf La Couvertoirade Village fortifié de la Couvertoirade    | La Couvertoirade                             | Burg (Befestigtes Dorf) | Ab dem 12. Jahrhundert machten die Templer aus dem Ort eine Festung                                                                                      |      |
| Schloss Dalmayrac Château de Dalmayrac                                    | Rodelle                                      | Schloss                 | |      |
| Schloss Entraygues Château d'Entraygues                                   | Entraygues-sur-Truyère                       | Schloss                 | |      |
| Palais Espalion Vieux Palais d'Espalion                                   | Espalion                                     | Schloss (Palais)        | |      |
| Schloss Estaing Château d'Estaing                                         | Estaing                                      | Schloss                 | |      |
| Schloss Fayet Château de Fayet                                            | Fayet 43,80312° N, 2,940783° O               | Schloss                 | |      |
| Schloss Flars Château de Flars                                            | Onet-le-Château 44,39934° N, 2,577557° O     | Schloss                 | |      |
| Schloss Floyrac Château de Floyrac                                        | Onet-le-Château 44,383505° N, 2,561654° O    | Schloss (Renaissance)   | |      |
| Schloss Fontanges Château de Fontanges                                    | Onet-le-Château 44,377711° N, 2,564074° O    | Schloss (Renaissance)   | Heute ein Hotel |      |
| Schloss Frayssinet Bar Château de Frayssinet Bar                          | Bor-et-Bar 44,206672° N, 2,104324° O         | Schloss                 | Im Gehöft Frayssinet Bar |      |
| Schloss Frayssinet Château de Frayssinet                                  | Le Nayrac 44,595613° N, 2,676497° O          | Schloss                 | Im Gehöft Frayssinet |      |
| Schloss La Frayssinette Château de la Frayssinette                        | Estaing 44,550489° N, 2,704856° O            | Schloss                 | Im Gehöft La Frayssinette |      |
| Burg Galinières Château de Galinières                                     | Pierrefiche                                  | Burg                    | |      |
| Schloss Ginals Château de Ginals                                          | Villeneuve (Aveyron) 44,4133° N, 2,0064° O   | Schloss                 | |      |
| Schloss Gissac Château de Gissac                                          | Gissac                                       | Schloss                 | |      |
| Schloss Graves Château de Graves                                          | Villefranche-de-Rouergue                     | Schloss                 | |      |
| Schloss Grun Château de Grun                                              | Saint-Saturnin-de-Lenne                      | Schloss                 | |      |
| Schloss Guizard Château de Guizard                                        | Villecomtal                                  | Schloss                 | |      |
| Wehrkirche Inières Église fortifiée d'Inières                             | Sainte-Radegonde                             | Burg (Wehrkirche)       | |      |
| Schloss Is Château d'Is                                                   | Onet-le-Château 44,374911° N, 2,493706° O    | Schloss                 | |      |
| Schloss Kermaria Château de Kermaria                                      | Morlhon-le-Haut                              | Schloss                 | Der jetzige Name des Schlosses stammt von Marie Dubrueil (1855–1938), Ehefrau von General Raymond de Butler (1839–1907), rechts auf dem Bild sein Wappen |      |
| Schloss Labro Château de Labro                                            | Onet-le-Château 44,397434° N, 2,546382° O    | Schloss                 | Heute ein Hotel |      |
| Schloss Larguiès Château de Larguiès                                      | Salles-Curan                                 | Schloss                 | Bild rechts: Wappen der Familie Larguiez |      |
| Burg Latour Château de Latour                                             | Marnhagues-et-Latour                         | Burg                    | |      |
| Schloss Le Trauc Château de Le Trauc                                      | Onet-le-Château 44,3809° N, 2,51951° O       | Schloss                 | |      |
| Schloss Limouze Château de Limouze                                        | Onet-le-Château 44,389396° N, 2,502543° O    | Schloss                 | |      |
| Abteiburg Loc-Dieu Abbaye fortifiée de Loc-Dieu                           | Martiel                                      | Burg (Befestigte Abtei) | |      |
| Burg Longuebrousse Château de Longuebrousse                               | Taussac                                      | Burg                    | Abgegangen |      |
| Schloss Loupiac Château de Loupiac                                        | Lapanouse                                    | Schloss                 | |      |
| Befestigter Glockenturm Martrin Clocher fortifié de Martrin               | Martrin                                      | Burg (Turm)             | |      |
| Burg Masse Château de Masse                                               | Espalion                                     | Burg                    | |      |
| Burg Le Méjanel Château du Méjanel                                        | Recoules-Prévinquières                       | Burg                    | |      |
| Burg Mélac Château de Mélac                                               | Saint-Rome-de-Cernon                         | Burg                    | |      |
| Turm Millau Beffroi de Millau                                             | Millau                                       | Burg (Turm)             | Im Mittelalter Teil einer Burg, diente lange als Gefängnis und Glockenturm                                                                               |      |
| Turm Monaco Tour de Monaco                                                | Mur-de-Barrez                                | Burg (Turm)             | |      |
| Burg Montaigut Château de Montaigut                                       | Gissac                                       | Burg                    | |      |
| Burg Montalègre Château de Montalègre                                     | Versols-et-Lapeyre                           | Burg                    | |      |
| Schloss Montjaux Château bas de Montjaux                                  | Montjaux                                     | Schloss                 | |      |
| Schloss Montolier Château de Montolier                                    | Onet-le-Château                              | Schloss                 | |      |
| Schloss Montrazat Château de Montrazat                                    | Onet-le-Château                              | Schloss                 | |      |
| Turm Montsalès Tour de Montsalès                                          | Montsalès                                    | Burg (Turm)             | Neben dem Rathaus (Mairie) |      |
| Schloss La Morne Château de La Morne                                      | Onet-le-Château 44,394285° N, 2,610623° O    | Schloss                 | |      |
| Burg Najac Château de Najac                                               | Najac                                        | Burg                    | Ruine |      |
| Burg Onet-le-Château Château d'Onet-le-Château                            | Onet-le-Château 44,39082° N, 2,539158° O     | Burg                    | |      |
| Schloss Onrazac Château d'Onrazac                                         | Onet-le-Château 44,387939° N, 2,517207° O    | Schloss                 | |      |
| Schloss La Padrire Château de La Padrire                                  | Onet-le-Château                              | Schloss                 | |      |
| Burg Pagax Château de Pagax                                               | Flagnac                                      | Burg                    | |      |
| Schloss La Panouse Château de La Panouse                                  | Onet-le-Château                              | Schloss                 | |      |
| Turm Peyrebrune Tour de Peyrebrune                                        | Alrance                                      | Burg (Turm)             | |      |
| Burg Peyrelade Château de Peyrelade                                       | Rivière-sur-Tarn                             | Burg                    | Ruine |      |
| Schloss Peyroles Château de Peyroles                                      | La Salvetat-Peyralès                         | Schloss                 | |      |
| Burg Peyrusse-le-Roc Château de Peyrusse-le-Roc                           | Peyrusse-le-Roc                              | Burg                    | Ruine |      |
| Schloss La Pèze Château de la Pèze                                        | Savignac                                     | Schloss                 | |      |
| Schloss Planèzes Château de Planèzes                                      | Luc-la-Primaube                              | Schloss                 | |      |
| Burg Pomayrols Château de Pomayrols                                       | Pomayrols                                    | Burg                    | |      |
| Burg Pruines Château de Pruines                                           | Pruines                                      | Burg                    | |      |
| Schloss Le Puech Château du Puech                                         | Curières                                     | Schloss                 | |      |
| Schloss Le Puech Château du Puech                                         | Villecomtal                                  | Schloss                 | |      |
| Schloss Puech-maynade Château de Puech-maynade                            | Onet-le-Château 44,395464° N, 2,581733° O    | Schloss                 | |      |
| Burg Recoules Château de Recoules                                         | Sévérac d’Aveyron                            | Burg                    | |      |
| Schloss La Roque Château de la Roque                                      | Fayet 43,803108° N, 2,996589° O              | Schloss                 | Im Ortsteil La Roque |      |
| Schloss La Roque Château de la Roque                                      | Onet-le-Château 44,382134° N, 2,585982° O    | Schloss                 | Im Ortsteil La Roque |      |
| Burg Roquelaure Château de Roquelaure                                     | Lassouts                                     | Burg                    | |      |
| Burg Roumégous Château de Roumégous                                       | la Salvetat-Peyralès                         | Burg                    | Ruine |      |
| Schloss La Rouquette Château de La Rouquette                              | Onet-le-Château 44,371184° N, 2,630708° O    | Schloss                 | |      |
| Burg Saint-Beauzély Château de Saint-Beauzély                             | Saint-Beauzély                               | Burg                    | |      |
| Schloss Saint-Bel Château de Saint-Bel                                    | Sainte-Croix                                 | Schloss                 | |      |
| Schloss Saint-Côme-d’Olt Château de Saint-Côme-d'Olt                      | Saint-Côme-d’Olt                             | Schloss                 | Heute das Rathaus (Hôtel de ville) |      |
| Burg Saint-Geniez de Bertrand Château de Saint-Geniez de Bertrand         | Saint-Georges-de-Luzençon                    | Burg                    | |      |
| Burg Saint-Izaire Château de Saint-Izaire                                 | Saint-Izaire                                 | Burg                    | |      |
| Wehrkirche Saint-Martin d’Alpuech Église fortifiée Saint-Martin d'Alpuech | Argences en Aubrac                           | Burg (Wehrkirche)       | |      |
| Turm Saint-Victor Donjon de Saint-Victor                                  | Saint-Victor-et-Melvieu                      | Burg (Donjon)           | |      |
| Wehrkirche Sainte-Croix Église fortifiée de Sainte-Croix                  | Sainte-Croix                                 | Burg (Wehrkirche)       | |      |
| Schloss Sainte-Eulalie-d’Olt Château de Sainte-Eulalie-d'Olt              | Sainte-Eulalie-d’Olt                         | Schloss                 | |      |
| Kommende Sainte-Eulalie-de-Cernon Commanderie de Sainte-Eulalie-de-Cernon | Sainte-Eulalie-de-Cernon                     | Burg (Kommende)         | |      |
| Wehrkirche Sainte-Radegonde Église fortifiée Sainte-Radegonde             | Sainte-Radegonde                             | Burg (Wehrkirche)       | |      |
| Schloss Salles-Curan Château de Salles-Curan                              | Salles-Curan                                 | Schloss                 | |      |
| Burg Salmiech Château de Salmiech                                         | Salmiech                                     | Burg                    | Im Ortskern, heute verschwunden |      |
| Schloss Sanhes Château de Sanhes                                          | Rodelle                                      | Schloss                 | |      |
| Schloss Savignac Château de Savignac                                      | Savignac                                     | Schloss                 | |      |
| Schloss Selves Château de Selves                                          | Grand-Vabre                                  | Schloss                 | |      |
| Burg La Servairie Château de la Servairie                                 | Mouret                                       | Burg                    | |      |
| Burg Sévérac Château de Sévérac                                           | Sévérac-le-Château                           | Burg                    | Ruine |      |
| Schloss Sorgues Château de Sorgues                                        | Cornus                                       | Schloss                 | |      |
| Burg Taurines Château de Taurines                                         | Centrès                                      | Burg                    | |      |
| Schloss Taussac Château de Taussac                                        | Taussac                                      | Schloss                 | Gästezimmer |      |
| Schloss Thénières Château de Thénières (Tinières)                         | Saint-Symphorien-de-Thénières                | Schloss                 | |      |
| Burg Tholet Château de Tholet                                             | Tholet                                       | Burg                    | |      |
| Schloss Toulonjac Château de Toulonjac                                    | Toulonjac                                    | Schloss                 | |      |
| Schloss La Tricherie Château de La Tricherie                              | Onet-le-Château 44,385944° N, 2,496914° O    | Schloss                 | |      |
| Schloss Le Trioulou Château du Trioulou                                   | Sainte-Croix                                 | Schloss                 | |      |
| Schloss Vabre Château de Vabre                                            | Onet-le-Château 44,401741° N, 2,562875° O    | Schloss (Renaissance)   | |      |
| Schloss Valady Château de Valady                                          | Valady                                       | Schloss                 | |      |
| Burg Valon Château de Valon                                               | Lacroix-Barrez                               | Burg                    | Ruine |      |
| Schloss Vareilles Château de Vareilles                                    | Comps-la-Grand-Ville                         | Schloss                 | |      |
| Schloss Varès Château de Varès                                            | Estaing                                      | Schloss                 | |      |
| Schloss Venzac Château de Venzac                                          | Mur-de-Barrez                                | Schloss                 | |      |
| Burg Versols Château de Versols                                           | Versols-et-Lapeyre                           | Burg                    | |      |
| Schloss Vézins Château de Vézins                                          | Vézins-de-Lévézou                            | Schloss                 | |      |
| Turm Le Viala-du-Pas-de-Jaux Tour du Viala-du-Pas-de-Jaux                 | Viala-du-Pas-de-Jaux                         | Burg (Turm)             | |      |
| Schloss Vialatelle Château de Vialatelle                                  | Onet-le-Château 44,381919° N, 2,59939° O     | Schloss                 | |      |
| Schloss Le Vieux Village Château du Vieux Village                         | Onet-le-Château 44,365441° N, 2,593057° O    | Schloss                 | |      |
| Befestigtes Dorf Vimenet Village fortifié de Vimenet                      | Vimenet                                      | Burg (Befestigtes Dorf) | Bild rechts: das Rathaus mit Turm |      |